# Dhanus sumatranus
Dhanus sumatranus es una especie de arácnido del orden Pseudoscorpionida de la familia Ideoroncidae.

## Distribución geográfica
Se encuentra en el sudeste de Asia.